# Lorenz Heister
Lorenz Heister (19. september 1683 i Frankfurt a. M. - 18. april 1758 i Helmstedt) var en tysk kirurg.
Heister studerede i Giessen og i Holland, hvor han var elev af Ruysch og Boerhaave, gjorde tjeneste ved de engelsk-hollandske tropper og blev doktor i Harderwijk 1708 og overlæge ved den hollandske hær 1709 og endelig professor i anatomi og botanik i Altdorf 1710. Professor chirurgiæ blev han 1720 i Helmstedt, og 1730 føjedes det botaniske professorat til. Heister gjorde Helmstedt til den tyske kirurgis centrum og grundlagde den videnskabelige kirurgi der.
Han udgav en mængde, ofte optrykte lærebøger: Chirurgie 1718), Institutiones chirurgicæ (1739), Die kleine Chirurgien (1747), Compendium anatomicum (1717), men skrev også over botanik og intern medicin. I hans Tractatus de cataracta, giaucomate et amaurosi (1712) gav han bidrag til forståelse af stærs opståen i øjet. Heisters navn er knyttet til en klapdannelse i galdeblærens hals og til en udvidning på den store halsvene (Diverticulum Heisteri = Bulbus superior venæ jugularis internæ).